# Marcelo Moreyra
Marcelo Moreyra (Tobuna,  Misiones, Argentina; 1 de noviembre de 1958) es un escritor argentino y uno de los referentes más conocidos de la literatura misionera.
Moreyra es poeta, pintor, muralista, locutor, docente y fotógrafo.
Estudió dibujo, pintura, cerámica, escultura y grabado en la Escuela Municipal de Artes de Iguazú con el artista Floriano “Mandové” Pedrozo. Desde 1969 vive en Puerto Iguazú.

## Reseña
Como escritor Moreyra ha publicado cinco libros, dos de ellos del género novela: Distancias (poemas), Gritos en el viento (poemas y cuentos), La cárcel (novela), De espadas y duendes (poemas y prosas poéticas), y recientemente presentó Un son para Yolanda, novela ambientada en parte en Cuba, país que el escritor visitó en enero de 1983. 
Esa novela fue presentada en octubre de 2011 en Granada (España) en el Primer Encuentro Fusión entre Culturas con escritores de Argentina, Perú, Ecuador y España, y recibió para su publicación el aval del cuerpo de seleccionadores de la Editorial Universitaria de la Universidad Nacional de Misiones y fue prologado por el periodista y escritor Rodolfo Capaccio. 

Rosa Elvira Peláez, periodista cubana del Diario Granma, de La Habana sobre Moreyra: Tanto en la obra literaria como plástica de Marcelo Moreyra el latido de las tensiones sociales queda reflejado, y es devuelto, desde la creación artística, como una sentencia para el necesario ajuste de cuentas que pasa la historia.

Moreyra fue el primer presidente internacional del Consejo Nacional Todas las sangres con sede en Lima, Perú desde el 2006 hasta el 2011. Los viajes a Perú, Ecuador y Europa, fueron a instancias de la conocida escritora y promotora cultural limeña, fundadora y directora de dicho Consejo, Dra. Beatriz Moreno Quiróz, viuda de Rovegno.

## Distinciones, honores recibidos y publicaciones
- 1975: Primer premio poema ilustrado, Escuela Normal Superior N.º 8, Puerto Iguazú, Misiones.
- 1977: Expone por primera vez y con 17 años de edad, el 9 de julio, en la Cámara de Comercio de Iguazú.
- 1984: Cofunda el Taller Cultural "Siembra".
- 1985: Segundo premio en Poesía, San Vicente (Misiones).
- 1986: Mención especial en Poesía, Municipalidad de Posadas, Misiones. Cofunda el Círculo de Jóvenes Escritores del Alto Paraná (Misiones).
- 1987: Organiza el Primer Encuentro de Escritores de Iguazú, (Con Olga Zamboni y J.C. Martínez Alva). 
  - Primer Premio en Poesía, Escritores del Alto Paraná.
  - Segundo Premio en Cuento, Escritores del Alto Paraná.
- 1988: Integra el libro Mojón A de la Sociedad Argentina de Escritores (SADE Misiones).
- 1989: Delegado del Fondo Nacional de las Artes (con un total de cuatro de Misiones, Zona Norte). 
  - Mención especial en Pintura en la Fiesta Nacional de la Yerba Mate Apóstoles, Misiones).
  - Representa a Misiones en el Taller Nacional del Museo "Ricardo Rojas", de Capital Federal, invitado por la Dirección Nacional del Libro.
- 1990: Publica Distancias, poesía, editado por el Ministerio de Educación y Cultura, Provincia de Misiones. **Representa a Misiones en la Feria Internacional del Libro de Buenos Aires, Argentina. Es columnista de la sección Interior de El Cronista Comercial, de Capital Federal. Gana el segundo premio en Poesía y Mención especial en Cuento: “Cuando florecen los lapachos”, otorgado por la Municipalidad de Posadas, Misiones. Recibe la Distinción Dr. Marcial Toledo, de la Municipalidad de Posadas, Misiones. Segundo premio en Cuento, organizado por Docentes y Escritores de la Región Guaranítica (SADE Misiones).

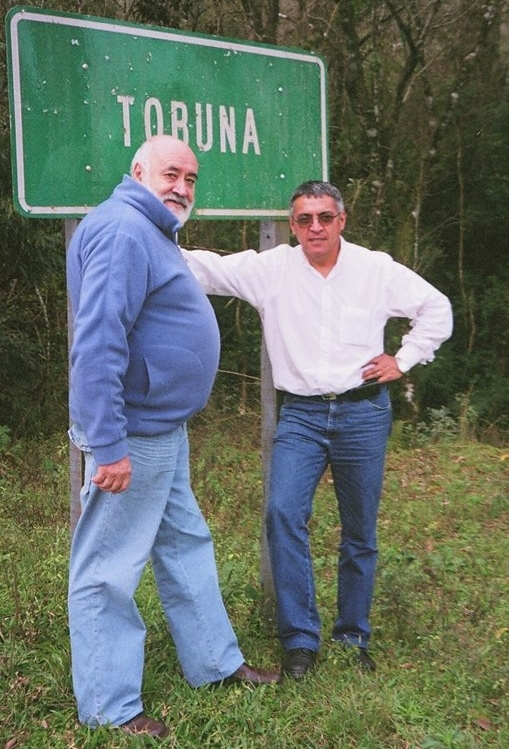
Los escritores Esteban Abad y Marcelo Moreyra (oriundo de Tobuna), en un encuentro literario en esa localidad.

- 1991: Tercer premio en Pintura en la Fiesta Nacional de la Yerba Mate (Apóstoles, Misiones).
- 1992: Publica Gritos en el viento, poesía y cuento, Librún Editora, Eldorado (Misiones). Representa a Misiones como poeta, coordinador y maestro de ceremonias en la Feria Internacional del Libro de Buenos Aires. Mención especial en Cuento y segundo premio en Poesía, aniversario del Diario Primera Edición (Posadas, Misiones). 
  - Integra la colección de cuentos bilingüe, hecho por Escritores y Pintores de la Región Guaranítica (Argentina, Brasil y Paraguay), compilada por Diario "El Territorio" (Posadas, Misiones), N.º 10 y 11, cuento e ilustración de tapa, respectivamente.
  - Cofunda el Grupo Horizonte, de poetas y escritores de Posadas y Puerto Iguazú, Misiones.
- 1994: Cofunda el Movimiento por la Vida y S.O.S. Cataratas (Ecología), Puerto Iguazú, Misiones.
- 1995: Primer delegado de la Sociedad Argentina de Escritores (SADE Misiones) en el interior de la provincia.
- 1998: Publica La Cárcel", novela, Editorial Universitaria, Universidad Nacional de Misiones (UNaM).[12]
  - Representa a Misiones en la Feria Internacional del Libro, Buenos Aires, Argentina.
  - Obtiene una mención nacional en Poesía, El Quijote de Plata XX en San Lorenzo (Santa Fe).
- 2000: Funda y dirige el Taller Literario La Araucaria"', en Puerto Iguazú, Misiones. 
  - Es elegido '"Escritor del Año"' por el público a través de FM Libre, en Puerto Iguazú, Misiones.
- 2001: Crea el Encuentro Literario Internacional Cataratas del Iguazú, con su taller y entrega del premio Vencejo (de Oro y Plata), a escritores misioneros.
- 2002: Cuarto premio internacional en Poesía, de la Asociación de Poetas y Escritores de Aimogasta (APEA) en Aimogasta, localidad cabecera del Departamento Arauco, en el norte de la provincia de La Rioja, Argentina.
- 2003: Primer premio provincial en Poesía, Certamen “El Mate”, de la Dirección de Cultura de Apóstoles, Misiones. **“Distinción Solar”, otorgado por Guaynamérica Danza, en Posadas, Misiones. 
  - Distinción Alma de Vencejo”', Municipalidad de Puerto Iguazú, Misiones. 
  - Integra la Antología “Planeta Azul”', Grupo Dementeazul, en Eldorado, Misiones.
- 2004: Integra la Antología “Como ángeles en llamas”, publicada en Algunas voces Latinoamericanas del Siglo XX con poetas de 15 países, a través de la Casa del Poeta Peruano en Lima, Perú. Declarado Visitante Distinguido por el Gobierno de Huaráz, ciudad peruana, capital de la provincia homónima y del departamento de Ancash en el Encuentro Internacional de Escritores y Artistas "Todas Las Sangres".

Antologías: Planeta Azul, Grupo Dementeazul, Eldorado, Misiones y '“Mojón A”', de la SADEM, Posadas (Misiones).
- 2005: Distinción osé María Arguedas – Orden Maestro, otorgada por el Consejo Nacional Todas Las Sangres, de Lima, Perú.
  - 'Antología Escritores do Oeste, Foz de Iguazú, Paraná, Brasil.

Publica De espadas y duendes poesía, Subsecretaría de Cultura de la Provincia de Misiones y Concejo Deliberante de Puerto Iguazú.
- 2006: Representa a Misiones en la Feria Internacional del Libro de Buenos Aires.
  - Antología “Planeta Azul”, Grupo Dementeazul, Eldorado (Misiones).[13]
  - Nombrado Presidente del Consejo Americano Todas Las Sangres, hasta 2011, que abarca filiales de 12 países.
  - Homenaje en vida de la Municipalidad de San Pedro (Misiones). (En Tobuna y San Pedro).
  - Primer premio provincial en Poesía: La Prosa y la Poesía Docente”', de la Asociación de Supervisores de Docentes de Misiones.
- 2007: Hace el prólogo del libro Los sentidos de Frida" de la poeta mexicana Emma Rueda Ramírez. Editoral: Fontamara, (2007). University of Texas (Estados Unidos). Digitalizado en internet el 22 de octubre de 2009.[14]
  - Publica "Poetas de cara al siglo", antología internacional con una compilación de 55 poetas de 9 países.

Ese mismo año integra el libro Historia de San Pedro"'. Recibe el Premio “Arandú Roga” a la trayectoria, en la Novena Feria del Libro del Mercosur, en Posadas (Misiones).
- 2008: Representa a Misiones en la Feria Internacional del Libro de Buenos Aires.

Realiza la segunda edición de su libro De Espadas y Duendes.
Representa a Argentina en la Feria Internacional del Libro de Foz de Iguazú (Brasil).
- - Hace el prólogo del libro “Poemas para Julia”, del poeta, periodista y escritor limeño Aldo Samuel Cavero.
- 2009: Hace el prólogo del libro de Pedro Vargas Rojas, de Moyobamba (Perú).
- '2010: Hace el prólogo de los libros de Valleria Gurgel, de Minas Gerais (Brasil) y de Walter Núñez, de Puerto Iguazú, (Argentina).
- 2011: Se lanza la primera edición de Un son para Yolanda, novela.[16] Con el auspicio de la Subsecretaría de Cultura de la Provincia de Misiones.[17]
  - Es selecto Poeta Distinguido' de la Casa museo Federico García Lorca, del municipio de Granada, España en el Primer Encuentro Fusión entre Culturas, con escritores de Argentina, Perú, Ecuador y España, organizado por la Filial Granada del Consejo Nacional Todas las Sangres (Perú), la Asociación Tertulias Lorquianas, de Valderrubio, los ayuntamientos de La Zubia y Baza, respectivamente y la Agrupación Granada 13 Artes.

- 2012: Representa a la Provincia de Misiones en la Feria Internacional del Libro de Buenos Aires.[18]
  - Antología “Misiones mágica y trágica”, presentada en Posadas (Misiones).
  - Antología Internacional del Encuentro, Santiago del Estero.
  - Tercer Premio Provincial de Poesía, Concurso del Bicentenario. Posadas (Misiones).
  - Medalla de Oro por la Trayectoria y como promotor cultural, Casa del Poeta Peruano, Lima (Perú).
  - Miembro de Honor, Casa del Poeta Peruano, Lima (Perú).
  - Distinción de la Municipalidad de Puerto Iguazú  “Por llevar la literatura y el arte local por el mundo”.
- '2013: Antología Internacional “Los días que se encienden”, III Jornadas Internacionales de Arte y Literatura, Filial  México de Casa del Poeta Peruano (México, D. F.)
  - Visitante Distinguido, Ciudad Ayala, municipio ubicado al sur de Cuautla, en el estado de Morelos, México. III Jornadas Internacionales de Arte y Literatura, Filial México de la Casa del Poeta Peruano).

## Libros inéditos
- Un puente en el otoño (Novela)
- El puente (Cuentos)
- Poemas descartados (Poesía)

## Exposiciones individuales y colectivas como fotógrafo y pintor

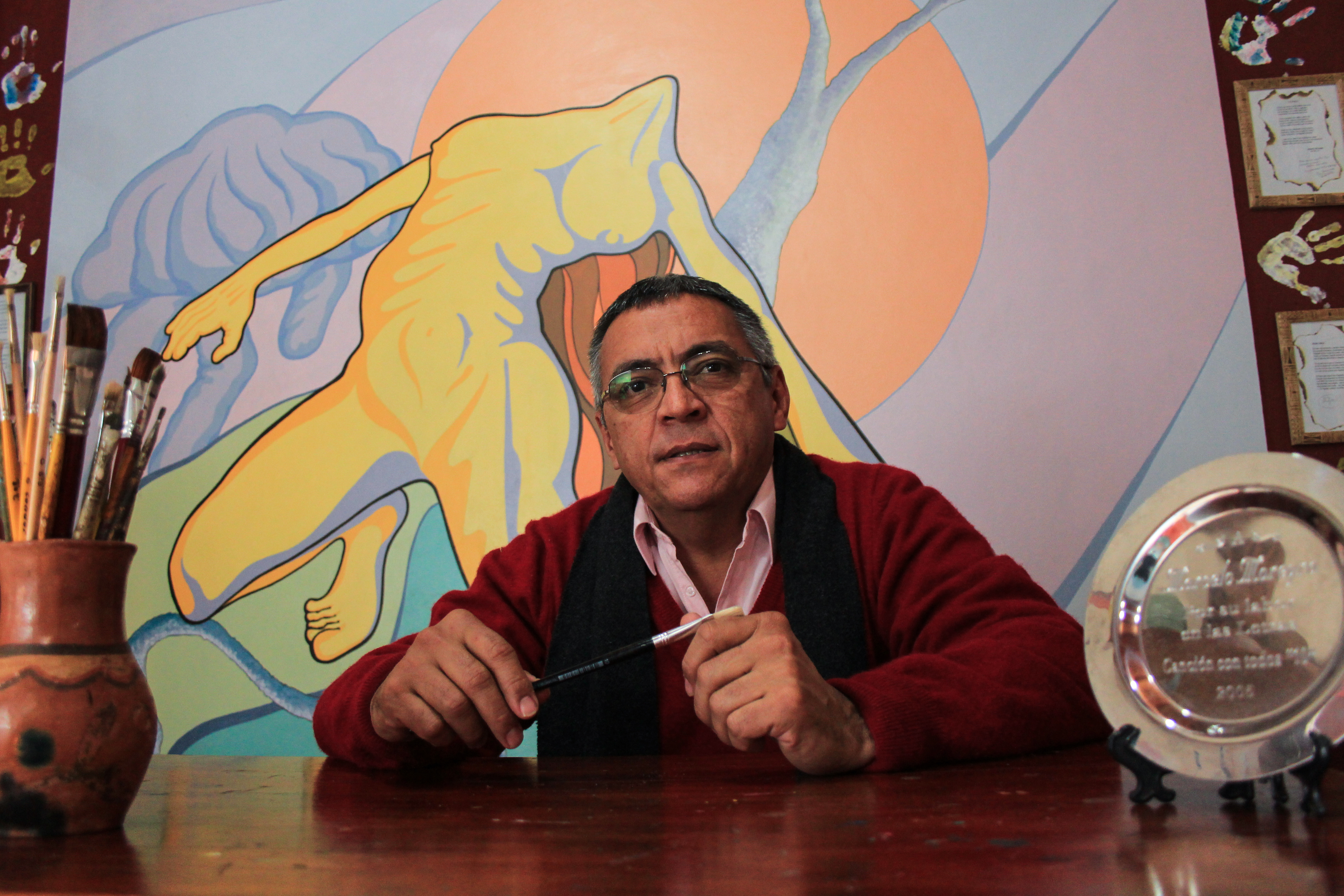
El artista argentino Marcelo Moreyra en su atelier, en Puerto Iguazú.

Marcelo Moreyra ha exhibido sus obras en:
- Provincia de Misiones (Argentina)

Diversos lugares, en particular en Puerto Iguazú, en el Hotel Sheraton Iguazú y Aeropuerto Internacional de Puerto Iguazú.
- Provincia de Corrientes (Argentina)
- Capital Federal (Argentina) (en (OSPLAD, Casa de la Cultura Claypole y Escuela Media 4, Provincia de Buenos Aires)
- Ciudad del Este (Paraguay)
- Curitiba (Museo Paranaense de la Cultura) y Foz de Iguazú (Brasil)
- La Habana (Cuba) (Palacio de las Convenciones, el centro de reuniones más grande de toda Cuba y la Unión de Periodistas de Cuba, UPEC)
- Bariloche (Río Negro) (Hotel Buriloche)
- Cusco (Perú) (Universidad Nacional de San Antonio Abad del Cusco)
- Loja (Ecuador) (Casa de la Cultura) y Granada y La Zubia (España), (Centro Cultural Carlos Cano).